# Gymnostomum mosis
Gymnostomum mosis är en bladmossart som beskrevs av Juratzka och Carl August Julius Milde 1870. Gymnostomum mosis ingår i släktet kalkkuddmossor, och familjen Pottiaceae. Inga underarter finns listade i Catalogue of Life.